# 1er régiment de cuirassiers du Corps « grand Électeur » (régiment de cuirassiers silésien)
Pour les articles homonymes, voir 1er régiment.

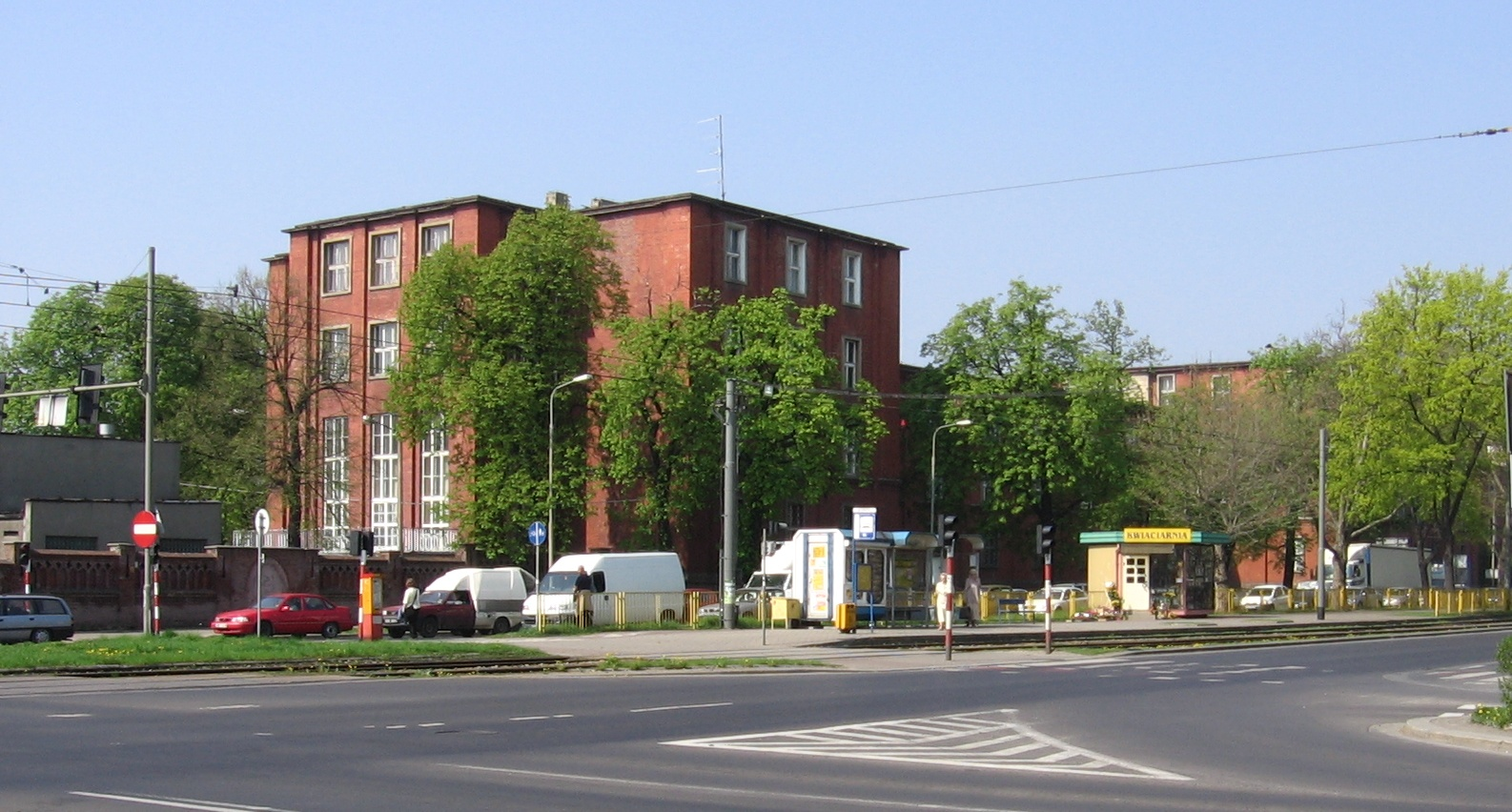
Caserne du régiment à Wroclaw, 2006

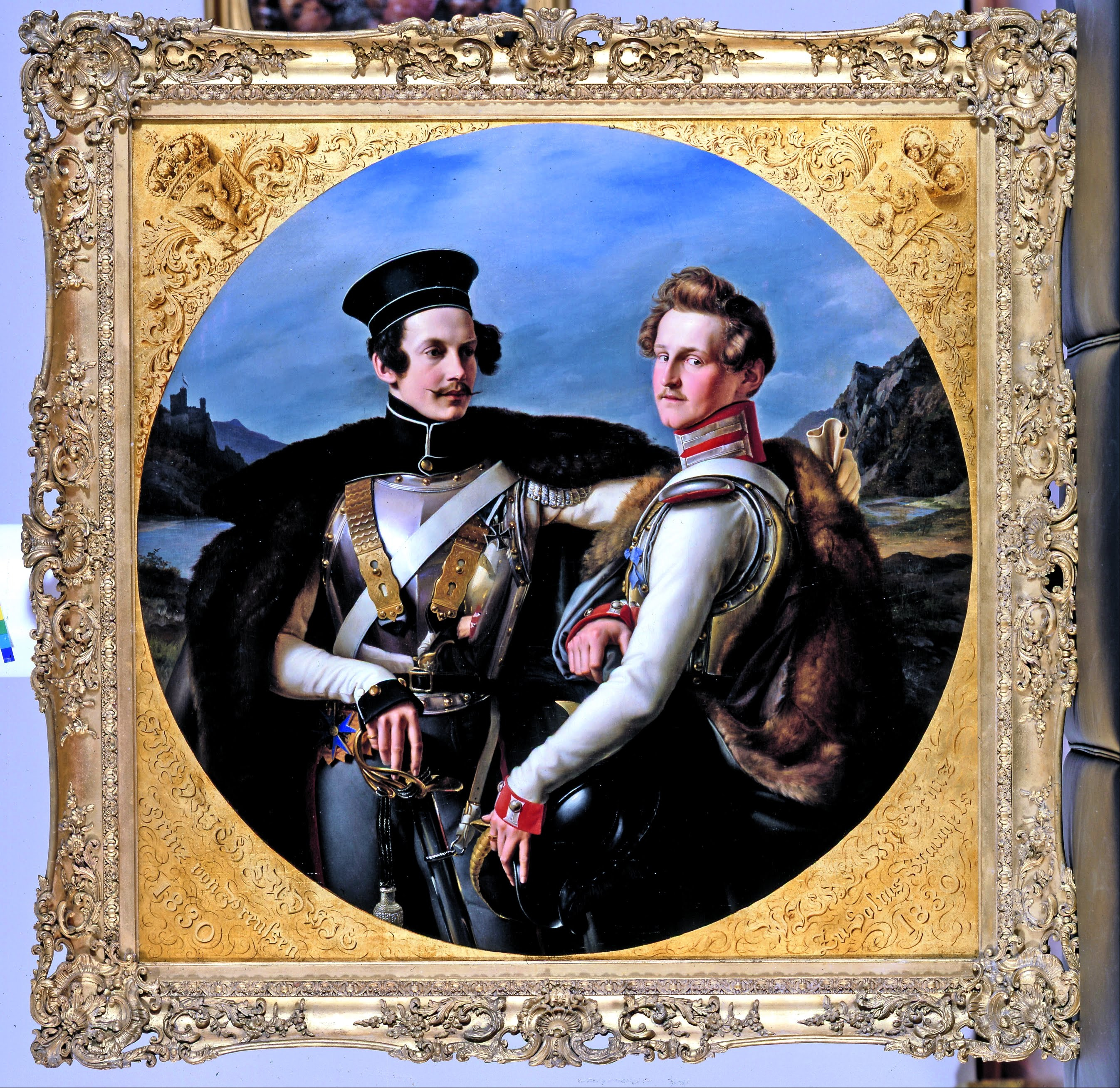
Double portrait des princes Frédéric de Prusse et Guillaume de Solms-Braunfels en uniformes de cuirassier - Chef de régiment Prince Frédéric de Prusse (à gauche) dans l'uniforme du 1er régiment de cuirassiers en 1830

Le 1er régiment de cuirassiers du Corps « grand Électeur » (régiment de cuirassiers silésien) est une unité de cavalerie de l'armée prussienne, fondée en 1674 sous le nom de Dragons de la Garde. Au XVIIIe siècle, c'est le régiment de cuirassiers à cheval (K 4). Il est dissous en 1918 et est considéré comme le plus ancien régiment de cavalerie prussien du XIXe siècle.

## Formation
En 1672, l'électeur Frédéric-Guillaume Ier de Brandebourg, le grand électeur, donne à son échanson Joachim Ernst von Grumbkow l'ordre de constituer deux compagnies de dragons pour le service ordonné à la cour. Ces deux compagnies de "Hofstaat Dragoons"  sont élevées au rang de régiment de dragons du Corps « von Grumbkow » le 21 juin 1674 et utilisé comme garde personnelle de l'électeur.
Le 27 février 1714, sous le règne du roi Frédéric-Guillaume Ier, le régiment perd son statut de régiment de garde et opère désormais sous la désignation de régiment de dragons « von Blanckensee (de) » avec le nom du chef du régiment en annexe. En 1718, l'unité est transformée en régiment à cheval (régiment de cuirassiers) avec le numéro de liste principale n° 4 (K 4). Entre 1733 et 1758, l'unité est appelée le régiment "von Geßler" et est en garnison dans divers endroits de la Prusse-Orientale.
Après l'effondrement de l'armée prussienne en 1807 et la réforme et la réorganisation qui en ont découlé, les restes des régiments de dragons « von Prittwitz » et de cuirassiers « von Heising » sont ajoutés au régiment cette année-là.
Avec l'ordre du cabinet du 7 septembre 1808, la dénomination des unités prussiennes est fondamentalement modifiée. Au lieu du nom du chef du régiment comme auparavant, on choisit une désignation régionale avec une numérotation continue. Le régiment s'appelle désormais le 1er régiment de cuirassiers silésien. L'A.K.O. le renomme 1er régiment de cuirassiers du Corps le 18 septembre 1866 et 1er régiment de cuirassiers du Corps « grand Électeur » (régiment de cuirassiers silésien) le 27 janvier, jour de l'anniversaire de l'Empereur.

## Participation aux combats
- 1675 Bataille de Fehrbellin
- 1686 Bataille d'Ofen contre les Turcs (seulement la 4e compagnie)
- À la fin du XVIIe siècle, le régiment combat au sein des troupes impériales contre la France en Bade, en Flandre, dans le Nord de la France et dans le Bas-Rhin
- Participation à la Guerre de Succession d'Espagne
- Première guerre de Silésie
- Seconde guerre de Silésie
- Guerre de Sept Ans (participation à la bataille de Leuthen, près de Chemnitz le 21 mai 1762 et à Freiberg en octobre 1763)
- 1806 en tant que force d'occupation à Varsovie
- Participation à la bataille contre les troupes de Napoléon Ier à Eylau le 8 février 1807

### Guerres napoléoniennes
Dans les guerres napoléoniennes en 1813/15, les cuirassiers combattent à Lützen (2 mai 1813), à Haynau (26 mai 1813) et dans la bataille de Leipzig. Le régiment est impliqué dans l'invasion de la France en mars 1814 et participe à la bataille de Laon. Lors de la campagne contre Napoléon en 1815, l'unité fait partie de la réserve de cavalerie, mais participe au défilé de la victoire à Paris le 24 août 1815. Le 25 janvier 1816, il retourne à la garnison de Breslau.

### Révolution de 1848
Dans le cadre de la lutte contre les insurgés, le régiment est utilisé pour réprimer les troubles révolutionnaires à Posen.

### Guerre austro-prussienne
Le régiment appartient à la réserve et ne participe qu'à une seule bataille.

### Guerre franco-prussienne
Le régiment fait partie de la réserve et n'a initialement aucune mission. Il est ensuite transféré à l'armée de siège à l'extérieur de Paris puis combat contre l'armée française de la Loire. Après l'armistice, l'unité est d'abord restée avec les troupes d'occupation et revient le 16 juin 1871 à Breslau.

### Première Guerre mondiale
Le régiment est déployé en France au sein de la 5e division de cavalerie, où elle participe à la bataille de la Marne. En novembre 1914, les cuirassiers se transférés sur le front de l'Est, où ils sont d'abord utilisés principalement en Pologne russe et dans les Carpates. À l'été 1915, il est transféré dans les marais du Pripiat et dans la région de Pinsk, où les troupes sont restées jusqu'en janvier 1918 et sont utilisées comme cavaliers dans l'estafette et le service d'ordre. La division est alors dissoute. Les régiments de cavalerie concernés rendent leurs chevaux et sont formés à l'infanterie dans le cadre des unités de fusiliers de cavalerie sur le terrain d'entraînement militaire de Zossen dans le cadre des associations de fusiliers de cavalerie. De juillet 1918 jusqu'à la fin de la guerre, le désormais 11e commando de fusiliers combat en Champagne et participe aux lourdes batailles défensives de cette section.

### Après-guerre
Après la fin de la guerre, l'ancien régiment de cuirassiers du Corps est envoyé à Berlin, où il est utilisé pour protéger le gouvernement du Reich contre la division de la marine populaire rebelle. Ensuite, les restes du régiment se transférés à Breslau, où ils sont démobilisés.
La tradition est reprise dans la Reichswehr par décret du 24 août 1921 du chef du commandement de l'armée général de l'infanterie Hans von Seeckt, par le 1er escadron du 7e régiment de cavalerie (prussien) à Breslau.

## Chefs de régiment
- 1674 : Joachim Ernst von Grumbkow
- 1682 : Dietrich von Dohna (de)
- 1686 : Joachim Friedrich von Wreech (de)
- 1714 : Peter von Blanckensee (de)
- 1733 : Friedrich Leopold von Geßler
- 1758 : Johann Ernst von Schmettau (de)
- 1764 : Hans Georg Woldeck von Arneburg (de)
- 1769 : George Christoph von Arnim (de)
- 1785 : Johann Karl Friedrich von Mengden (de)
- 1796 : Karl Friedrich Ernst Truchseß von Waldburg (de)
- 1800 : Ernst Philipp von Wagenfeld (de)

## Commandants
| Grade                       | Nom                                      | Date                                                  |
| --------------------------- | ---------------------------------------- | ----------------------------------------------------- |
| Oberstleutnant/Oberst       | Karl Johann von Mutius                   | 25 novembre 1807 au 31 décembre 1810                  |
| Major/Oberstleutnant/Oberst | Ferdinand von Lessel                     | 1er janvier 1810 au 2 mai 1813                        |
| Major/Oberstleutnant/Oberst | Karl von Briesen (de)                    | 27 mai 1813 au 9 mai 1816                             |
| Oberstleutnant/Oberst       | Ernst von Krosigk (de)                   | 1816                                                  |
| Major/Oberstleutnant        | Friedrich von dem Bussche-Ippenburg (de) | 1er décembre 1823 au 30 mars 1829                     |
| Oberstleutnant              | Moritz von Froelich (de)                 | 9 mai 1828 au 29 mars 1830 (chargé de la direction)   |
| Oberstleutnant/Oberst       | Moritz von Froelich                      | 30 mars 1830 au 29 mars 1838                          |
| Major                       | Friedrich von Reitzenstein               | 30 mars 1838 au 24 mars 1841                          |
| Major                       | Wilhelm von Tresckow (de)                | 26 mars au 11 septembre 1841 (chargé de la direction) |
| Oberstleutnant/Oberst       | Wilhelm von Tresckow                     | 12 septembre 1841 au 6 mars 1848                      |
| Major/Oberstleutnant/Oberst | Ferdinand von Sydow (de)                 | 9 mars au 6 mai 1848 (chargé de la direction)         |
| Major/Oberstleutnant/Oberst | Ferdinand von Sydow                      | 7 mai 1848 au 9 mars 1853                             |
| Oberst                      | Hermann von Gansauge (de)                | 17 mars 1853 au 12 juillet 1854                       |
| Major                       | Rudolf de Solms-Laubach                  | 1854                                                  |
| Major/Oberstleutnant/Oberst | Alexander von Noville                    | 1858                                                  |
| Major/Oberstleutnant        | Adalbert von Barby                       | 26 avril 1862 au 13 janvier 1868                      |
|                             | Karl von Oppen                           | 14 janvier 1868 au 21 janvier 1874                    |
|                             | Max Taets von Amerongen                  | 22 janvier 1874 au 5 avril 1882                       |
|                             | Albert von Schleinitz                    | 15 avril 1882 au 13 juin 1886                         |
|                             | Hermann von Frankenberg-Proschlitz       | 14 juin 1886 au 16 mai 1892                           |
|                             | Wilhelm von Moltke                       | 17 mai 1892 au 15 avril 1896                          |
|                             | Michael von Szymonski                    | 16 avril 1896 au 17 avril 1899                        |
|                             | Kuno von Moltke (de)                     | 18 avril 1899 au 15 juin 1901                         |
|                             | Wilhelm von Vollard-Bockelberg           | 16 juin 1901 au 12 septembre 1906                     |
| Oberstleutnant/Oberst       | Eberhard von Schmettow                   | 13 septembre 1906 au 1 avril 1912                     |
|                             | Eberhard von Giese                       | 20 mai 1914 au 31 juillet 1915                        |
|                             | Axel von Wachtmeister                    | 1er août 1915 au 1916                                 |
|                             | Franz von Magnis                         | 1916 au 1918                                          |

## Uniforme en 1914
Jusqu'en 1912, un roller de couleur crème et un pantalon de démarrage de couleur crème sont portés en service. Officiers avec épaulettes à la parade ou autrement épaulettes, sous-officiers et hommes équipés d'épaulettes. Les sous-officiers et les hommes portent un bracelet en cuir blanc et une bandoulière en cuir blanc avec un étui noir, celui-ci avec des aigles de Brandebourg spécialement appliqués. Les officiers portent la ceinture ou le brassard ou, pour les défilés, la ceinture comme attribut d'officier autour de leur corps. Le cartouche noir avec une édition spéciale de bandoulière recouverte de métal doré doublée de velours noir. Il y a aussi des demi-bottes noires à éperons à boucle et le casque de cuirassier en acier en tôle polie avec des insignes en tombac. Le casque est équipé d'un vieil aigle brandebourgeois avec le bandeau "PRO GLORIA ET PATRIA" depuis 1902. Lors des défilés, une cuirasse en métal blanc, en deux parties et des gantelets blancs sont également enfilés. Les cuirassiers portent une tunique bleu foncé comme uniforme de cérémonie. Les équipes portent un fourreau (casquette sans visière) à côté de leurs casques. Les sous-officiers et les officiers portent une casquette à visière blanche avec une bordure noire.
La couleur de l'insigne sur les revers suédois et le col est noir, les boutons et les garnitures sont dorés. Sur les champs d'épaulettes, il y a le nom "WR" avec une couronne. Les équipages et les sous-officiers portent des lances en acier tubulaire avec des drapeaux de lance noir et blanc ou avec un aigle héraldique.
Déjà commandé par l'A.K.O. du 14 février 1907 et progressivement introduit à partir de 1909/1910, l'uniforme coloré est remplacé pour la première fois par l'uniforme de service de campagne gris (M 1910) à l'occasion de la manœuvre impériale de 1913. L'équipement en cuir et les bottes sont de couleur marron naturel, le casque est recouvert d'une housse en tissu dit roseau. La bandoulière et la cartouche sont remplacées par des bretelles et des cartouchières.